# カール・ブロスフェルト

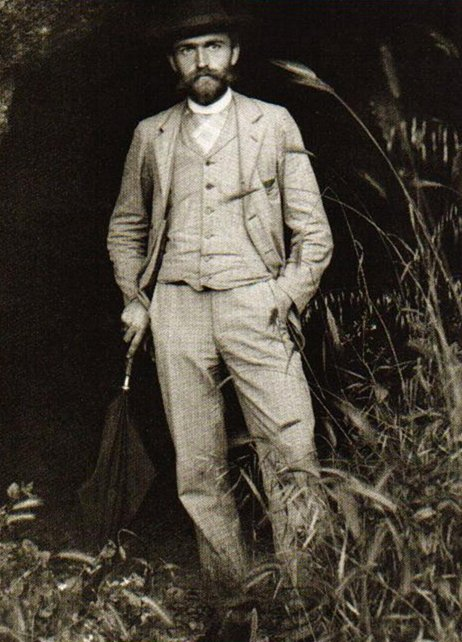
ブロスフェルト（1895年）

カール・ブロスフェルト（Karl Blossfeldt, 1865年6月13日-1932年12月9日）は、ドイツの植物学者、写真家、教師。
新即物主義を代表する写真家。植物（の部分）のクローズアップを、緻密な視線で撮影したその写真作品は、普段気づくことのない、植物の魅力的な形態を余すところなく伝えており、自然界にこのようなかたちが存在したのかと、いまさらながら、大いに驚かされる。また、その視線は、喜怒哀楽といった感情を含んでいるようには見えず、むしろ、客観的で、はなはだしい冷静さを感じることができるため、機械の視線と言ってもよく、一部の作品ではシュルレアリスム的感覚を引き起こすことすらある（アジェとの親近性）。
代表作は、膨大な植物の写真が掲載された『芸術の原型』（Urformen der Kunst, 1928年）である。

## 作品

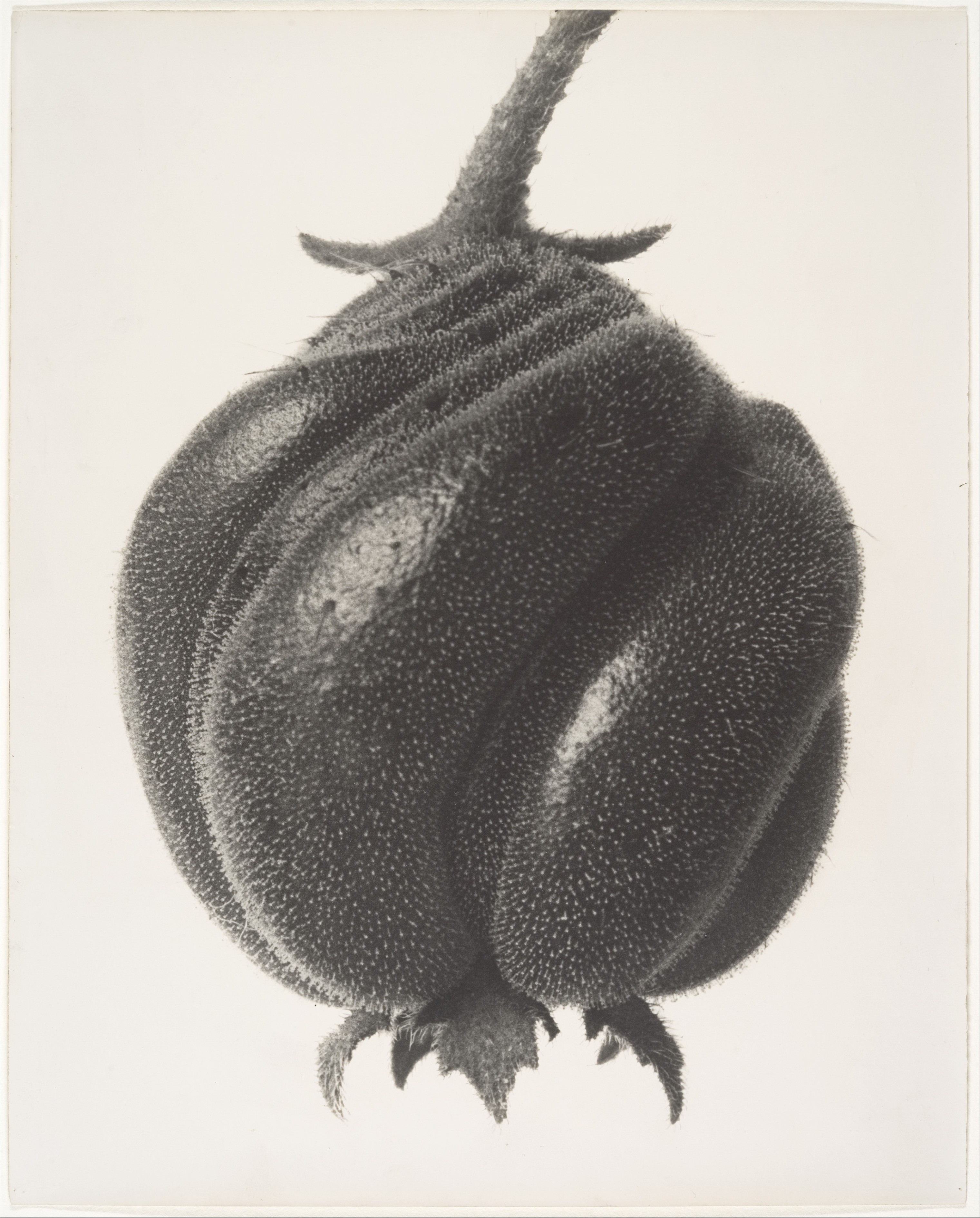
Blumenbachia hieronymi
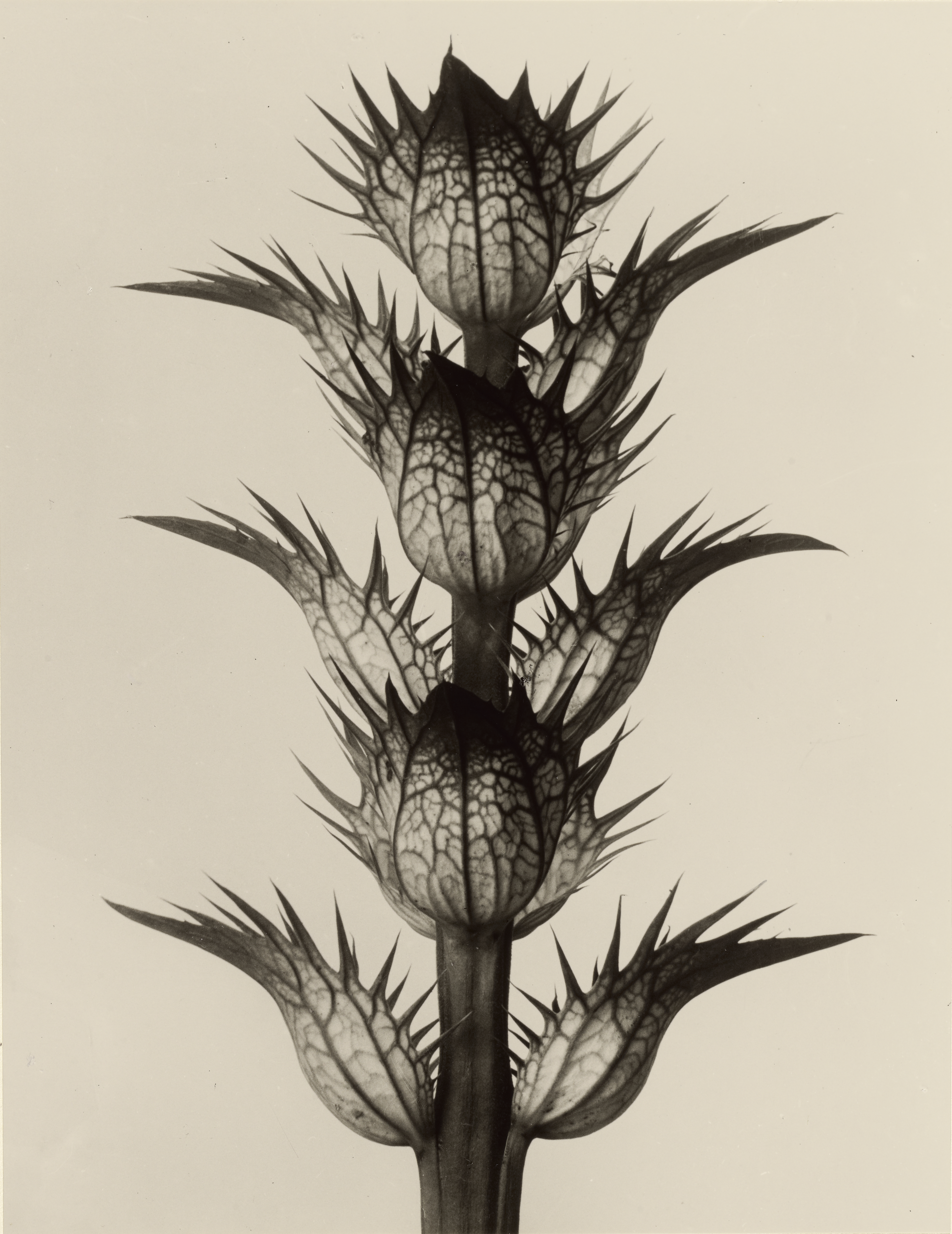
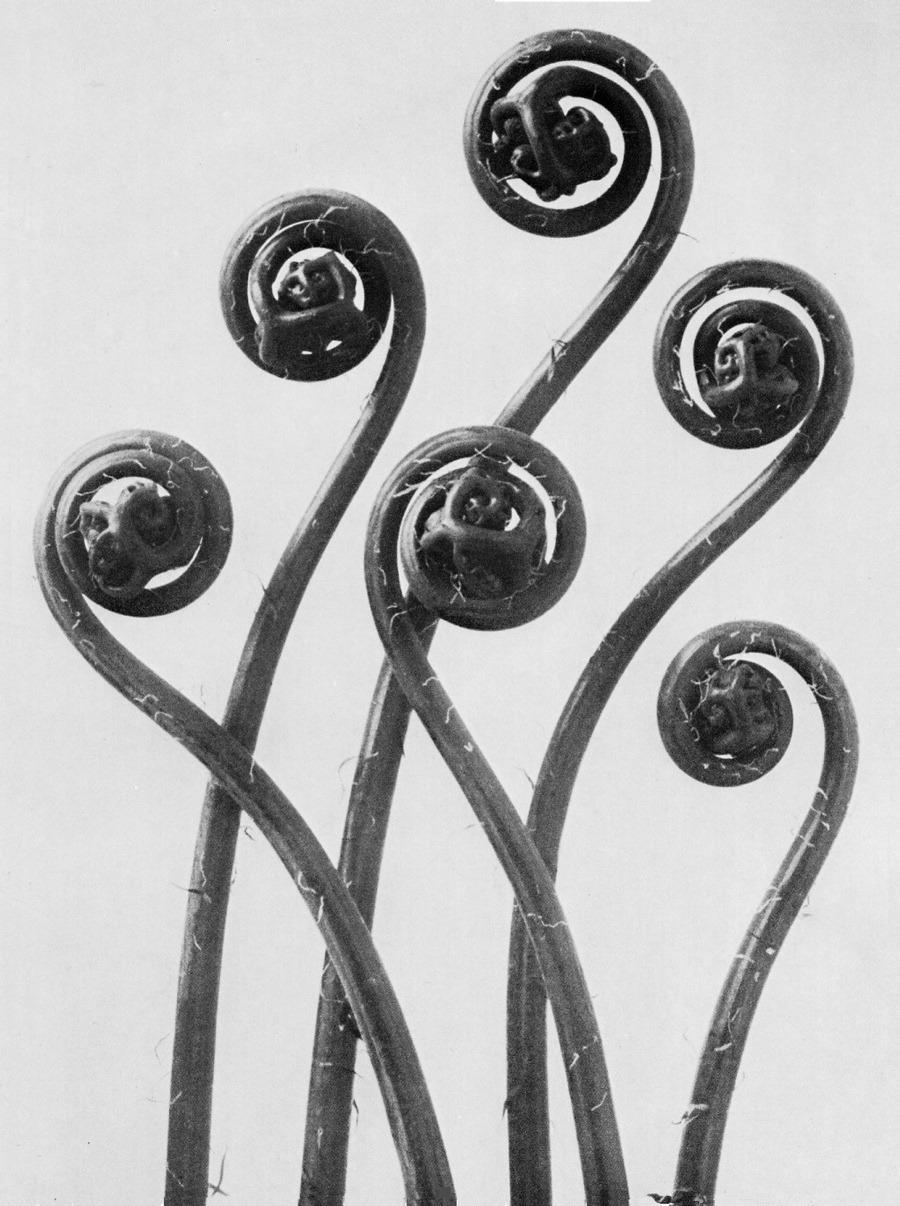
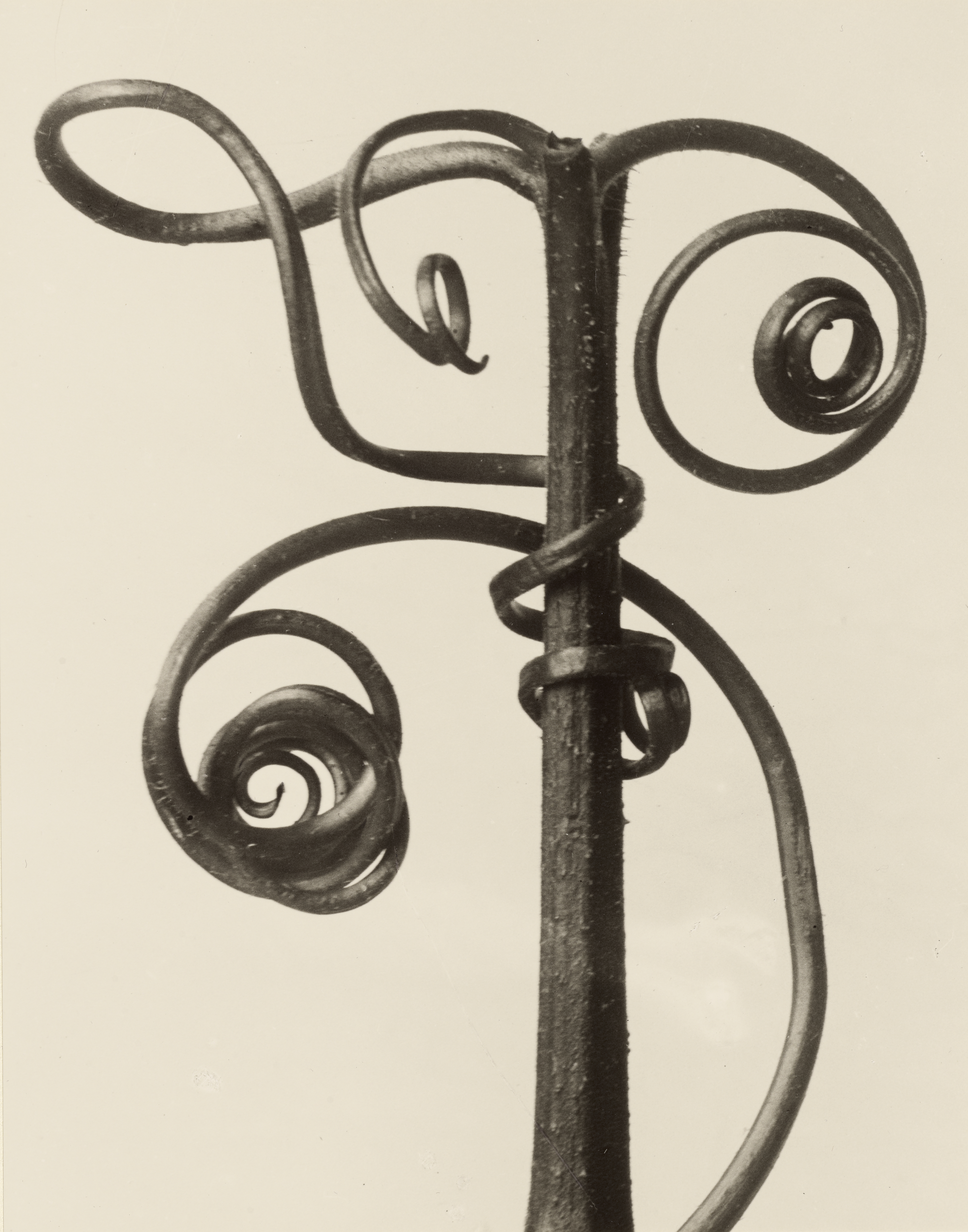
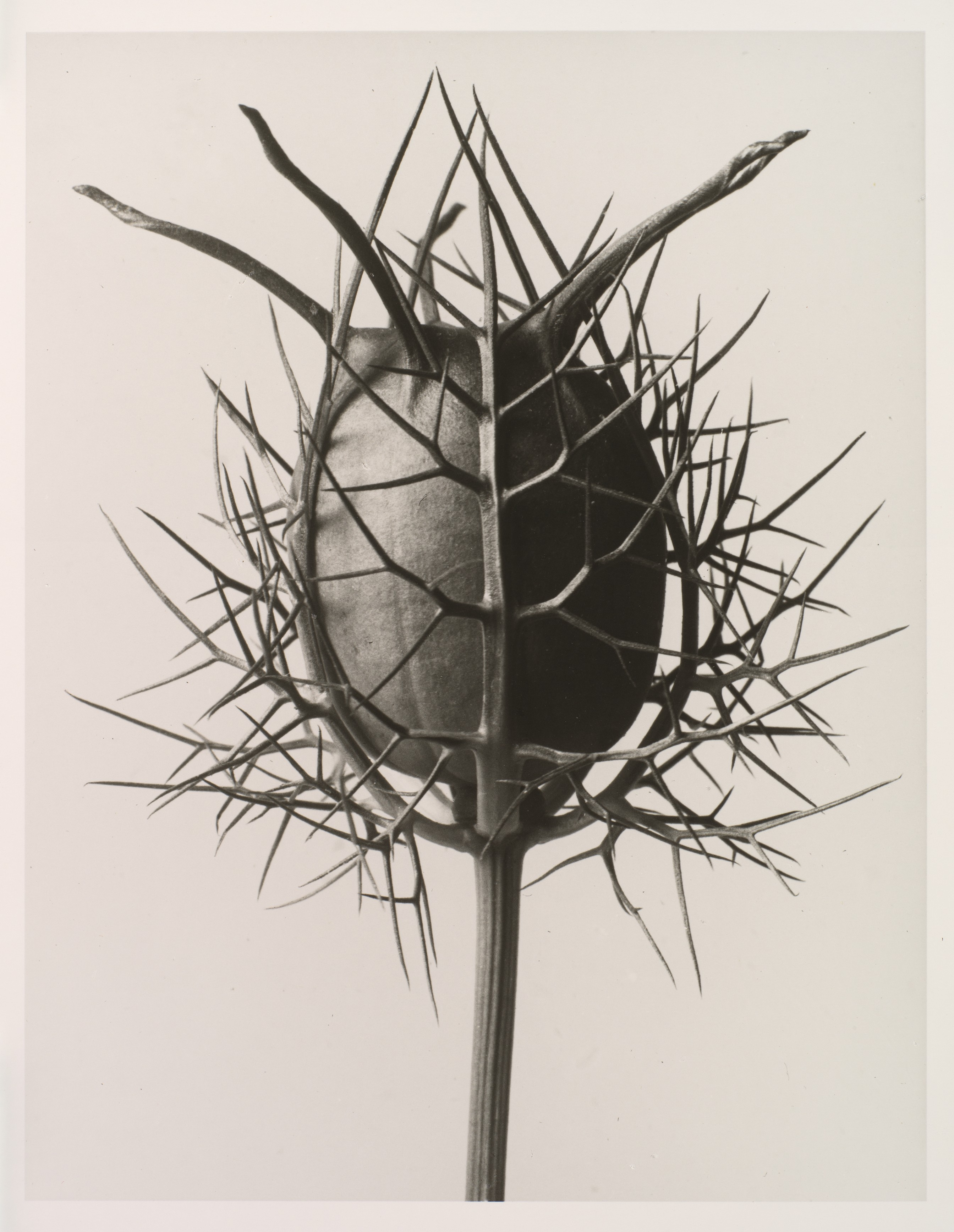